# ديبورا إل. بست
ديبورا إل. بست (بالإنجليزية: Deborah L. Best)‏ هي عالمة نفس أمريكية، (و. 1900  م).